# Забєлля (Архангельська область)
Забєлля (рос. Забелье) — селище в Котлаському районі Архангельської області Російської Федерації.
Населення становить 2 особи. Входить до складу муніципального утворення Котласький муніципальний округ.

## Історія
До 2022 року входило до складу муніципального утворення Приводинське поселення.

## Населення
| 2010 | 2012 |
| ---- | ---- |
| 0    | ↗2   |